# Leo (2007)
Leo ist ein schwedisches Low-Budget-Krimi-Drama aus dem Jahr 2007 von Josef Fares.

## Handlung
Nach dem ausgelassenen Feiern seines 30. Geburtstages spaziert Leo mit seiner innig geliebten Freundin die Straßen entlang und muss kurz ein Restaurant betreten, um die Toilette aufzusuchen. Währenddessen wartet Amanda draußen und wird von Gago, der in Begleitung seines Freundes Payo ist, angesprochen, umworben und angemacht. Da sie ihn allerdings abweist, wird er immer aggressiver zu ihr und fordert sie auf, ihm zu gehorchen, da er immer das bekommt, was er will. Aber sie will trotzdem nicht und ist glücklich, dass Leo wieder draußen ist. Und der ist selbstverständlich überfordert von der Situation, da er nicht weiß, was vor sich geht. Und bevor er sich versieht, schlägt Gago ihn zusammen und hält ihm eine Waffe ins Gesicht, an der er lutschen soll. Aber Gago steigert sich immer mehr in seine Wut und Aggressionen hinein, weswegen er auf Amanda und Leo schießt. Während Leo lediglich eine Weile mit Krücken laufen muss, verstirbt Amanda nach mehreren Treffern in den Bauch an inneren Blutungen im Krankenhaus.
Selbstverständlich ist Leo tief getroffen und gibt sich für die Situation selbst die Schuld, während sich seine beiden Freunde Shahab und Josef absolut hilflos fühlen, um ihn bei dieser schweren Zeit beizustehen. Und immer wieder von seinen liebevollen Erinnerungen zu Amanda geplagt verliert Leo langsam die Kontrolle über sein Leben, weswegen er nicht nur die Therapiestunden sausen lässt, seinen Job verliert, sondern auch immer stärker von der Trauer in den Hass zu Gago gerät. Sein einziger Wunsch ist nur noch Rache und er phantasiert sich zusammen, wie er Gago foltert, abschlachtet und tötet. Also bittet er seine Freunde um Hilfe, seine Rache in die Tat umzusetzen. Shahab verschafft ihm schnell die richtigen Informationen, wo sich Gago und Payo aufhalten und besorgt ihm eine Waffe. Josef lässt sich nur schwer davon überzeugen mitzumachen und muss schlussendlich nach dem Attentat auf Payo mit schweren Stichverletzungen ins Krankenhaus eingeliefert werden, wo er anschließend verstirbt.
Shahab und Leo flüchten daraufhin aus dem Krankenhaus vor der Polizei und betrauern den Tod Josefs in ihrem Versteck. Und während Shahab keinen klaren Gedanken fassen kann, macht sich Leo auf, endlich Gago zu töten. Er fährt zu einem Neubaublock und stürmt wild um sich schießend die Wohnung, in der Gago mit dessen Freunden Karten spielt. Dabei schafft es Leo zwar einige Männer zu töten, aber er wird von Gago überwältigt und durch ein Messer in den Hals erstochen. Die Männer verschwinden und er verblutet auf dem Fußboden.

## Kritik
Und obwohl der Zuschauer scheinbar „kein echtes Verständnis der zugrunde liegenden, tieferen psychologischen Barrieren“ und zur Rache entwickeln kann, fand Annika Gustafsson von der schwedischen Morgenzeitung Sydsvenskan Fares Beitrag zur Diskussion von Gewalt und Staatssicherheit gut, denn Fares versuche einzelne Positionen abzuwägen. Und dank einer „sehr flexiblen und variablen Kamera und spärlicher, fast heiliger, Musik“ sei das Drama gut inszeniert. Allerdings konnte sie den Film auch nicht wirklich einordnen, denn der Wert des Films sei „offenen, aber dennoch immer präsent.“
Obwohl der Film keine Erklärung für sinnlose Gewalt bietet, meinte Jeanette Gentele in der schwedischen Tageszeitung Svenska Dagbladet, sei er ideal zum Auftakt einer Diskussion darüber, denn die „Rache-Odysee […] ist eine Warnung vor der grassierenden Gewalt“.
Nach Jalla! Jalla! Wer zu spät kommt …, Kops und Zozo sei Leo ein ungewöhnlicher Film für Josef Fares, meinte Bernt Eklund in der schwedischen Boulevardzeitung Expressen, denn der Film sei „hart und rücksichtslos“. Insbesondere der „direkte und unverblümte […] gewalttätige Anfang sei unangenehm überzeugend“ und würde eine Gewalt verdeutlichen, über die man nur „jeden Tag lesen“ könne, ohne sie zu verstehen.
In der schwedischen Boulevardzeitung Aftonbladet kam Jens Petersen lediglich zum Schluss, dass „Rache keine Probleme löst“ und dass der Film „mehr Fragen als Antworten“ hinterlässt.

## Hintergrund
- Die Idee zu dem Film entstand während einer Diskussion auf einer Geburtstagsfeier innerhalb einer Diskussion zwischen Josef Fares und seinen Freunden. Dabei ging es insbesondere um das Bild des Mannes, Loyalität zu Freunden und der Faszination von Gewalt, obwohl „sie nicht cool“ sei.[5]
- Josef Fares band seine beiden Freunde Leonard und Shahab von Anfang an in den Prozess des Drehbuchschreibens ein. Von Anfang an stand die Idee eines Films, der so realistisch wie möglich ist, weswegen unter anderem alle Protagonisten auch ihre echten Namen nutzen.[6]
- Parallel zum schwedischen Kinostart in 200 Kinos starb der 16-jährige Riccardo in Stockholm ebenfalls an den Folgen sinnloser Gewalt.[7]

## Auszeichnungen
- drei Nominierungen beim schwedischen Filmpreis Guldbagge für Leonard Terfelt als Besten Hauptdarsteller, für die Beste Regie und als Bester Film

## Veröffentlichung
Leo hatte seine Weltpremiere am 15. November 2007 auf dem Stockholm International Film Festival, bevor er am 30. November 2007 in den schwedischen Kinos startete. Noch bevor er in Ungarn und Estland ebenfalls im Kino veröffentlicht wurde, lief er in Deutschland am 9. Februar 2008 auf der Berlinale.